# Vivienne Olive
Vivienne Olive (* 31. Mai 1950 in London) ist eine britisch-deutsche Komponistin. Sie hat die britische und deutsche Staatsbürgerschaft.

## Leben
Vivienne Olive studierte Klavier, Cembalo, Orgel und Musiktheorie am Trinity College of Music in London. Ab 1968 setzte sie ihre Ausbildung an der University of York fort, wo sie 1975 im Fach Komposition promovierte. Zu ihren Lehrern zählen die Komponisten Bernard Rands (York 1971/72), Franco Donatoni (Mailand 1972–74), Roman Haubenstock-Ramati (Wien 1974/75) und Klaus Huber (Hochschule für Musik Freiburg 1975–78; dort studierte sie auch Cembalo bei Stanislav Heller).
1979 wurde Vivienne Olive als Dozentin für Musiktheorie und Komposition ans Nürnberger Meistersingerkonservatorium (heute Hochschule für Musik Nürnberg) berufen. 1980 war sie Mitgründerin der Tage Neuer Musik in Nürnberg. Seit 1995 ist sie Vorstandsmitglied des Internationalen Arbeitskreises Frau und Musik. 1993–95 unterrichtete sie an der University of Ballarat und der James Cook University in Australien; 2005 war sie Composer in Residence im Künstlerhaus Bundanon (New South Wales, Australien).

## Ehrungen
- 1993 Hamelner Jugendmusikschulpreis (für An English Suite)
- 1998 1. Preis beim Leni Neuenschwander Wettbewerb der GEDOK (für Gleichsam einem Garten, Hommage à Hildegard von Bingen)
- Stuttgarter Förderpreis der Bach-Akademie (für Stabat Mater)
- Stuttgarter Kompositionspreis (für Tomba di Bruno)

## Kompositionen

### Vokalwerke
- Stabat Mater(1980)Für acht Frauenstimmen. Text:Traditionell
- Ripples of Unseen Rivers (2002) für Countertenor und Schlagzeug. Text: Walt Whitman
- Love Came So Quietly (2002) für Frauenchor (SSA), ad libitum mit Begleitung (Tasteninstrument). Text: John Shaw Neilson
- Of broken wings and artificial flowers (2004). Vier Lieder für Mezzosopran oder Bariton und Klavier. Texte: Anna Kerdijk Nicholson

### Kammermusik
- …is the flower of the heart of man… (1985) für Bassflöte (Titel nach einem Gedicht von Ono no Komachi [~825—~900], englisch von Arthur Waley)
- …and the willows drowse and sleep… (2002) für Harfe (nach einem Gedicht von Carl Sandburg)

- Fassung für Flöte, Viola und Harfe (2003)

- The Light of the Mind (2002) für Erhu (oder Violine)
- Bush Gin Rag (2004) für Klavier
- Ceilidh (2005) für Akkordeon

### Ensemble- und Orchesterwerke
- Music for Tuba and Orchestra (2002)
- The river runs across the page (2004) für Kammerensemble (Flöten, Klarinetten, Glockenspiel, Xylophon und Streicher)
- Das hässliche Entlein, Märchenoper (Libretto Doris Dörrie)

## Schüler
- Uwe Strübing (* 1956)
- Ralf R. Ollertz (* 1964)
- Jochen Stübenrath (* 1974)
- Yulim Kim (* 1990)